# Madenahalli, Belur
Madenahalli là một làng thuộc tehsil Belur, huyện Hassan, bang Karnataka, Ấn Độ.